# The Puddle
The Puddle – zatoka (ang. bay) zatoki St. Margarets Bay w kanadyjskiej prowincji Nowa Szkocja, w hrabstwie Halifax; nazwa urzędowo zatwierdzona 6 stycznia 1948, pierwotnie (do 1957) odnosząca się jedynie do akwenu pomiędzy przeprawą drogową a kolejową.